# University (Orange County, Florida)
University ist  ein census-designated place (CDP) im Orange County im US-Bundesstaat Florida. Das U.S. Census Bureau hat bei der Volkszählung 2020 eine Einwohnerzahl von 45.284 ermittelt. 

## Geographie
University liegt rund 5 km östlich von Orlando. Der CDP wird von der Florida State Road 434 durchquert. Der Ort besteht zum größten Teil aus dem Campus der University of Central Florida.

## Demographische Daten
Laut der Volkszählung 2010 verteilten sich die damaligen 31.084 Einwohner auf 7.294 Haushalte. Die Bevölkerungsdichte lag bei 1.322,7 Einw./km². 74,1 % der Bevölkerung bezeichneten sich als Weiße, 12,1 % als Afroamerikaner, 0,3 % als Indianer und 5,5 % als Asian Americans. 5,5 % gaben die Angehörigkeit zu einer anderen Ethnie und 2,3 % zu mehreren Ethnien an. 21,0 % der Bevölkerung bestand aus Hispanics oder Latinos.
Im Jahr 2010 lebten in 23,7 % aller Haushalte Kinder unter 18 Jahren sowie 9,6 % aller Haushalte Personen mit mindestens 65 Jahren. 46,6 % der Haushalte waren Familienhaushalte (bestehend aus verheirateten Paaren mit oder ohne Nachkommen bzw. einem Elternteil mit Nachkomme). Die durchschnittliche Größe eines Haushalts lag bei 2,67 Personen und die durchschnittliche Familiengröße bei 3,04 Personen.
34,8 % der Bevölkerung waren jünger als 20 Jahre, 49,3 % waren 20 bis 39 Jahre alt, 11,1 % waren 40 bis 59 Jahre alt und 4,9 % waren mindestens 60 Jahre alt. Das mittlere Alter betrug 21 Jahre. 50,5 % der Bevölkerung waren männlich und 49,5 % weiblich.
Das durchschnittliche Jahreseinkommen lag bei 34.762 $, dabei lebten 32,0 % der Bevölkerung unter der Armutsgrenze.